# فراشة السمسم
فراشة السِّمْسِم أو دودة السِّمْسِم أو دودة قرون السِّمْسِم أو حفار قرون السمسم نوع من العثة من فصيلة عثث العشب. هذه العثة مستوطنة في المناطق الاستوائية وشبه الاستوائية (جنوب آسيا ، أرخبيل الملايو ، إفريقيا) ، ولكنه موجود أيضًا في مناطق أخرى بسبب طبيعته المهاجرة. يطول باع جناحها من 19 إلى 22 مم. الأجنحة الأمامية صفراء شاحبة ، والأوردة والهوامش مليئة بالحديدية يكون لونها غامضًا في بعض الأحيان. تتغذى اليساريع على زهرة الخطم و Linaria vulgaris والسمسم والغدبية والدعسية.